# Pokrvenik (Tutin)
Pokrvenik (Servisch cyrillisch Покрвеник) is een plaats in de Servische gemeente Tutin. De plaats telt 276 inwoners (2002).